# ソナガチ

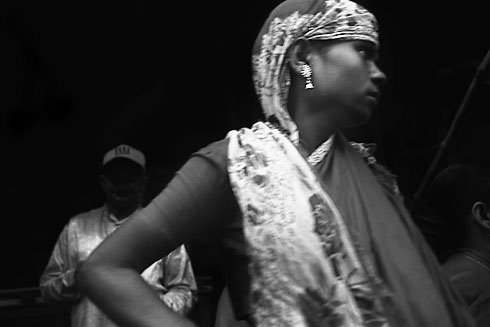
ソナガチの風景、2005年

ソナガチ（ベンガル語：সোনাগাছি, 英語：Sonagachi；「金色の木」の意）は、インド東部の大都市コルカタ最大の売春街である。この区域には何百もの売春宿が立ち並び、一万人程の娼婦が働いている。コルカタ北部のチッタランジャン通り（Chittaranjan Ave.）のソヴァ・バザール（Sova Bazar）とビードン通り（Beadon St.）との交差点近く、マーブル・パレスの真北に位置する北緯22度35分15秒 東経88度21分35秒 / 北緯22.58750度 東経88.35972度。実際には、ガリッシュパーク駅から北上、左側に小さなハヌマーン廟がある辺りの左側一帯。

## 歴史
元々ソナガチは、18世紀から19世紀にベンガルの有力者たちが側室や妾を囲いこむ為の場所であった。この地域に現在も立ち並ぶ数件の邸宅は、かつての英国統治時代にまで歴史を遡ることが出来る。また、やや伝説めいた逸話によれば、遠くパリの街の高級娼婦やそのパトロンたちでさえも、コルカタの「金色の境域(Golden district)」の評判を耳にしていたと言われている。

## 社会活動

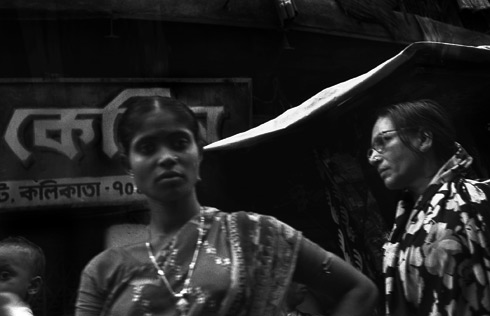
ソナガチ、2005年

現在この区域では、幾つかのNGOや政府機関がエイズなど性病伝染予防の取り組みを行っている。また、インドのフェミニスト系NGOサンラープ（Sanlaap）創設者らによる著書、『審理無き有罪判決（Guilty without Trial）』でのインドにおける人身売買の実態調査の報告は、大部分がこの区域のデータに依拠している。
ソナガチ区域において娼婦の互助組織「ソナガチ・プロジェクト」の活動が行われており、ここで働く娼婦たちが顧客にコンドーム使用を強く訴えたり、顧客などからの虐待に立ち向かったりすることができるように娼婦たちの後押しをするなど、様々な社会的エンパワーメントの取り組みがなされている。この組織は公衆衛生学者スマラジット・ジャナ（Smarajit Jana）によって1992年に設立されたが、現在では組織運営の大部分が娼婦たち自身によって行われている。この組織の活動は、当区域における娼婦達のHIV感染率が、インドの他の売春街と比較して圧倒的に低い5%という水準を維持していることからも高く功績が認められており、国連のエイズプロラムにおいてベストプラクティスモデルとして賞賛されている。また、このソナガチ・プロジェクトを運営するドゥルバル・モヒラ・ショモンボエ・ショミティ（Durbar Mahila Samanwaya Committee [略称 DMSC]；「抵抗女性統合委員会」の意）では、西ベンガル州において他にもいくつか同様のプロジェクトを運営しており、約6万5,000人の娼婦とその子供達がこれらのプロジェクトに加わっている。また、このDMSCの活動は、娼婦たちの権利承認や職業としての全面的合法化を訴える政治的働きかけをしたり、女性達のために読み書き教室や職業訓練を実施したり、マイクロクレジット方式の低額融資を行ったりと多岐に渡るしている。DMSCの主催で1997年11月14日には、「性労働は真っ当な職業である：我々は労働者としての権利を要求する」と銘打って、インド初の国家規模での性労働者の労働者集会がコルカタにおいて開催された。

## 映画作品

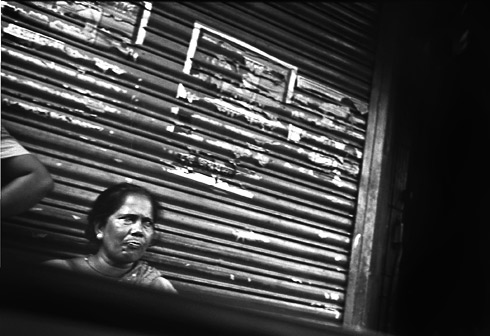
ソナガチにて、2005年

ソナガチの娼婦のもとに生まれ育った子供達の生活を追ったドキュメンタリー映画「未来を写した子どもたち」（原題：Born into Brothels: Calcutta's Red Light Kids）が、2004年度のアカデミー長編ドキュメンタリー映画賞を獲得した。